# حبیب‌الله خان
امیر حبیب‌الله خان (ملقب به سراج الملة و الدین)، پسر امیر عبدالرحمن‌خان امیر افغانستان، پنجمین خان بارکزی که در سال ۱۲۸۸ ه‍.ق متولد و در ۱۳۱۹ ه‍.ق به جای پدر بر کرسی امارت نشسته بود. وی در جمادی‌الاول سال ۱۳۳۷ ه‍.ق مطابق ۲۰ فوریه ۱۹۱۹ میلادی به ضرب شش‌لول کشته شد..
حبیب‌الله در دوره پادشاهی‌اش با شورش‌هایی در مناطق پکتیا (۱۹۱۲/۱۲۹۱) و قندهار (۱۹۱۲) روبه‌رو شد.
در ۱۹۱۸ (۱۲۹۷) سوءقصدی علیه حبیب‌الله در کابل رخ داد. مستوفی الممالک محمدحسن‌خان گزارش سرّی به او داد و نقشهٔ سوء قصد علیه حبیب‌الله را بیان کرده بود؛ او در این گزارش امان‌الله، پسر سوم حبیب‌الله و مادرش را نیز شامل این افراد دانسته بود. حبیب‌الله این گزارش را بی‌اهمیت تلقی کرد و سرانجام در شب ۱۹ فوریه ۱۹۱۹ بر اثر یک کودتای خانوادگی در هنگام شکار در کله‌گوش لغمان به قتل رسید. هرچند امان‌الله خان فرزند وی شخصی به اسم کلنل علیرضا خان را به جرم قتل حبیب‌الله خان محکوم و بدن وی را قطعه قطعه کرد اما بسیاری شجاع الدوله خان فراشباشی و سردار نادر را از متهمان قتل وی می‌دانند. این دو شخص پس از ترور حبیب‌الله خان به ترتیب سمت ریاست امنیت کابل و وزارت دفاع رسیدند.

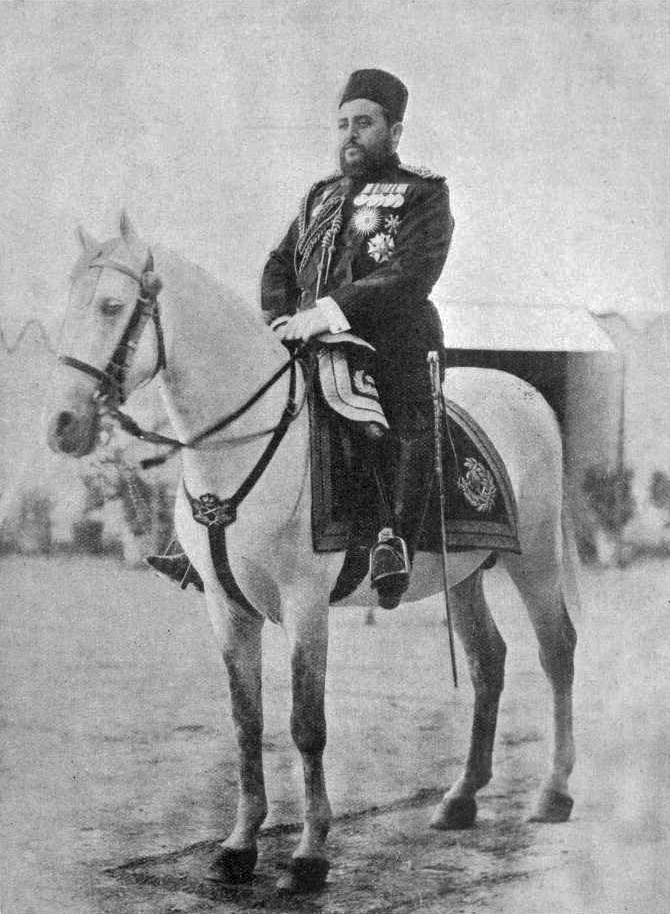
حبیب‌الله‌خان سوار بر اسبش